# Trzęsienia ziemi na Islandii (2000)
Trzęsienia ziemi na Islandii (2000) – dwa trzęsienia, które miały miejsce 17 i 21 czerwca 2000 w południowo-zachodniej Islandii. Nie spowodowały ofiar śmiertelnych, jedna osoba została ranna. Została uszkodzona część starszej zabudowy w okolicach epicentrum. Były to pierwsze znaczące trzęsienia ziemi od 88 lat.